# Xã Syracuse, Quận Hamilton, Kansas
Xã Syracuse (tiếng Anh: Syracuse Township) là một xã thuộc quận Hamilton, tiểu bang Kansas, Hoa Kỳ. Năm 2010, dân số của xã này là 2.130 người.